# Ypthima laroides
Ypthima laroides är en fjärilsart som beskrevs av John Obadiah Westwood 1851. Ypthima laroides ingår i släktet Ypthima och familjen praktfjärilar. Inga underarter finns listade i Catalogue of Life.